# Kangan Giin
Kangan Giin (寒巌義尹, 1217–1300) Dógen tanítványa, a szótó zen buddhizmus higo aliskolájának alapítója. Állítólag Go-Toba császár vagy Dzsuntoku császár fia volt. Kjúsú szigeten végzett hittérítő munkát, ahol megalapította a Daidzsidzsi templomot (大慈寺)  Kumamoto városban. A templom azóta kétszer is leégett, így Giin munkájából semmi sem maradt fenn. Feltehetően Kínában végezte tanulmányait, azonban a fennmaradt életrajzi adatai csupán legendákból valók. Ezek alapján mielőtt tanítványként csatlakozott volna 1241-ben Dógenhez, tendai szerzetesként a daruma iskolában tanult. 1264. és 1267. között Kínában járt, illetve egyes források szerint 1253. és 1254. körül is ott járt. Kangan Giin állítólag nagy népszerűségre tett szert, az uralkodó támogatását is elnyerte, és sokat tett a helyi közösségekért.